# موتور نورمحمد قنبری چاه حسن
موتور نورمحمد قنبری چاه حسن یک منطقهٔ مسکونی در ایران است که در دهستان جازموریان واقع شده‌است. موتور نورمحمد قنبری چاه حسن ۲۷۹ نفر جمعیت دارد.